# Боке (фотографія)

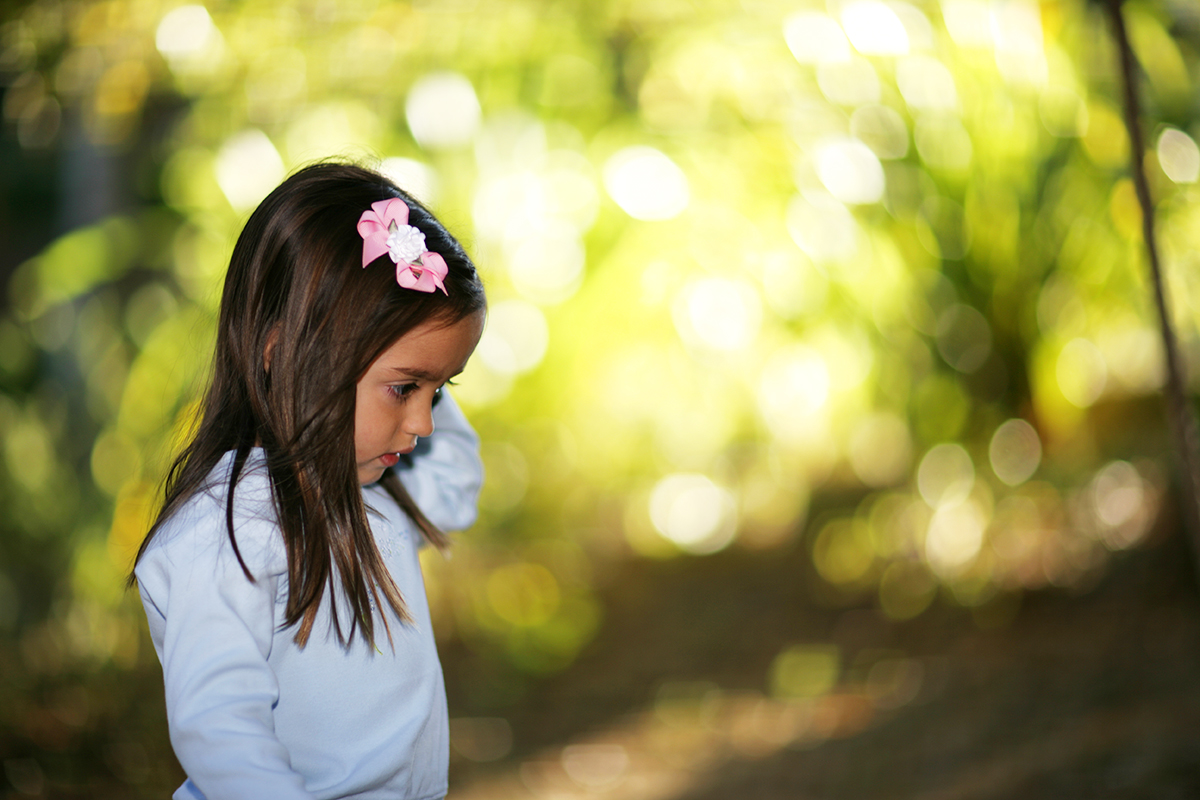
Боке на фотографії, знятій при фокусній відстані 85 мм і діафрагмі 1.2

Боке (від яп. ボケ боке — «розмитість», «нечіткість») — термін, що описує суб'єктивні художні переваги частини зображення, яке виявилося не у фокусі. На багатьох зображеннях фон розмивається фотографом навмисно — через вибір необхідної глибини різко зображуваного простору — для візуального виділення головного об'єкту зйомки.

## Фактори, що визначають сприйняття «боке»
Різні об'єктиви по-різному зображують зони поза фокусом. Якість боке — це суб'єктивний показник, який важко визначити об'єктивними параметрами, хоча вплив деяких параметрів оптики на якість боке вважається загальновизнаним.

Глибина різко зображуваного простору проявляється там, де розмір кружка розсіювання є меншим, ніж розподільча здатність людського ока

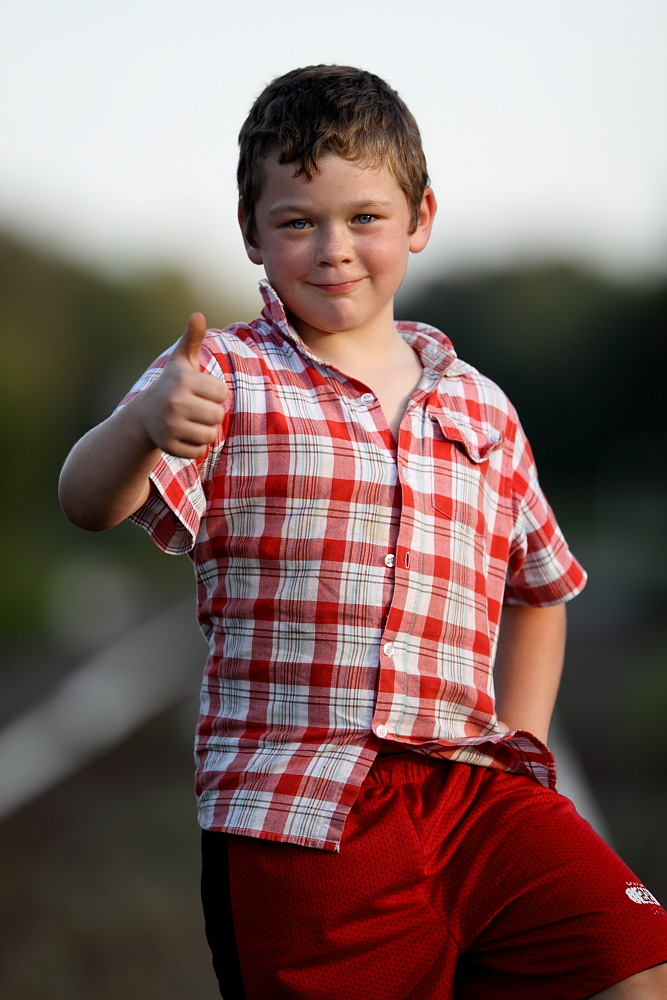
200 мм об'єктив з діафрагмою f/2

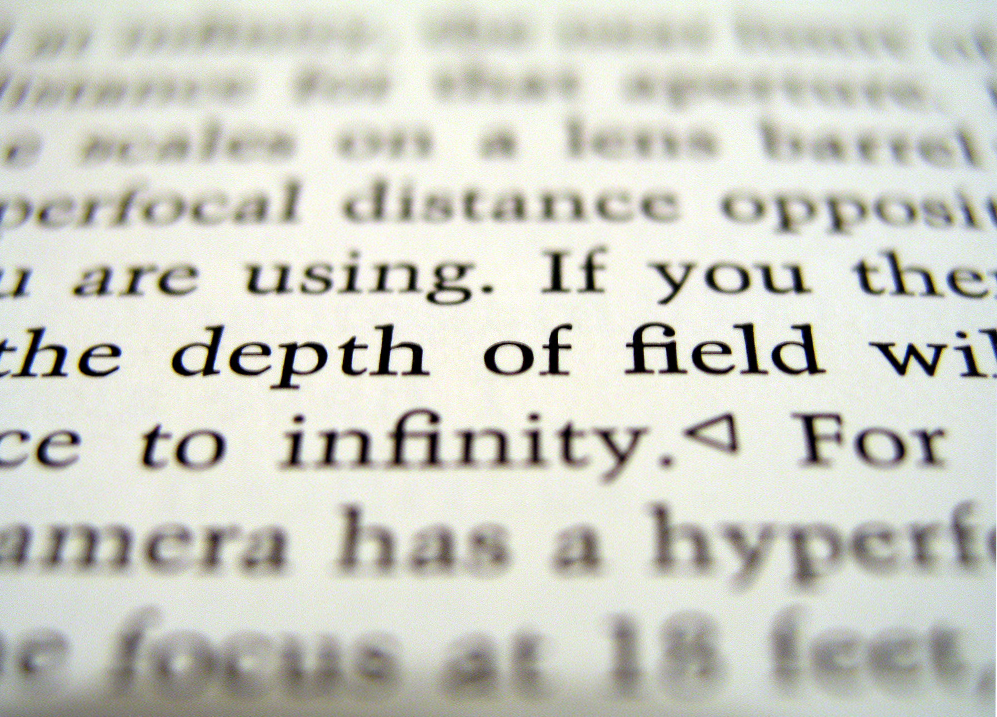
Вкрай невелика глибина різко зображуваного простору, яка часто використовується у макрофотографії, підкреслює боке

### Кружок розсіювання
Характеристики боке можна визначити через кружки розсіювання, які утворюються при розфокусуванні об'єктива або зображенні елементів об'єктів фотографування, що опиняються поза межами різко зображуваного простору. Поза зоною фокусу  кожна світла точка стає диском — кружком розсіювання. З одним об'єктивом цей диск рівномірно яскравий, з іншим — яскравіший по краях, з третім — в центрі. Частина об'єктивів візуально наближає такі точки до камери, інша — віддаляє. Вважається, що диск з яскравим центром і темними краями виглядає більш м'яким, аніж рівномірно освітлений або  з яскравими краями. Такий диск краще поєднується з оточенням, у той час як яскраві краї притягують до себе увагу, відволікаючи від основного об'єкта фотографування.

### Форма отвору діафрагми
Також великий вплив на боке надає форма отвору діафрагми. Дзеркально-лінзові (катадіоптричні) телеоб'єктиви створюють боке у вигляді «кілець» чи «бубликів», що може в одних випадках дати цікавий художній ефект, а в інших — зіпсувати зображення.
Деякі об'єктиви показують світлі плями у вигляді багатокутників замість кіл, це залежить від кількості і форми пелюсток діафрагми. В основному, об'єктиви з великим числом пелюсток діафрагми створюють більш «приємне» боке. Також підвищенню якості боке сприяє кругова конструкція пелюсток діафрагми.
В окремих випадках форму діафрагми змінюють (наприклад — непрозорою насадкою на об'єктив, яка має фігурний отвір). Цим можна домогтися художнього розмиття фону, наприклад сердечками або зірочками.

### Контраст відблисків
Також на характер зони нерізкості впливає її контраст, особливо контраст переходу до світлого, після якого плавне розмиття перетворюється на диск (або еліптичну, або багатокутну пляму). Розмиті відблиски не покращують сприйняття фону і вважається, що краще отримувати менше відблисків «неправильної форми», а більше «правильних» круглих.

## Боке-фактор
Боке-фактор є коефіцієнтом, який визначає ступінь розмитості об'єкта за фокусом. Позначається латинською літерою b.

### Формула
b = f/(k*l*c),
b - боке-фактор;
f - фокусна відстань об'єктива;
k - діафрагмове число;
c - кроп-фактор матриці;
l - відстань до об'єкта;

## Об'єктиви
Оскільки якість боке є критично важливою для деяких застосувань (наприклад для портретної зйомки), багато виробників випускають об'єктиви спеціальної конструкції, що дозволяють домогтися більш приємного розмиття. Як приклад можна навести об'єктиви Minolta STF 135mm f/2.8 T4.5 (пізніше перевипущенний Sony), Canon EF 135/2.8 with Softfocus, Nikon 135/2 DC і Nikon 105/2 DC, причому останні два об'єктива по-своєму унікальні — DC означає Defocus Control, ці об'єктиви надають можливість управління боке.
Впливають на оригінальне «боке» об'єктивів телеконвертори, як правило — погіршуючи його. Змінюють «боке» і спеціальні фільтри — з софт-ефектом і «зоряні».
|  |  |  |

## Імітація «боке» графічним редактором
Ефект розмиття фону можна імітувати, обробляючи фотографії в графічному редакторі. Однак таке розмиття буде відрізнятися від «справжнього» боке, створеного об'єктивом, так як ступінь розмиття предметів в останньому залежить від їх відстані до площини фокусування (чим воно більше — тим більш нечітке). Імовірно відтворити це за допомогою пост-обробки зображення вельми проблематично. У програмі Photoshop найбільш схоже з оптичним розмиття виходить при використанні фільтра Lens Blur (розмиття при малій глибині різкості).

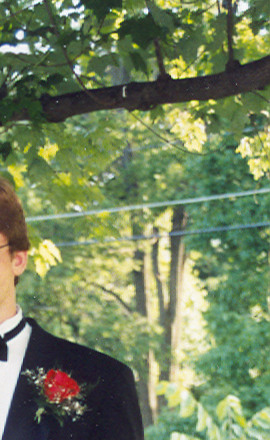
Оригінальна фотографія
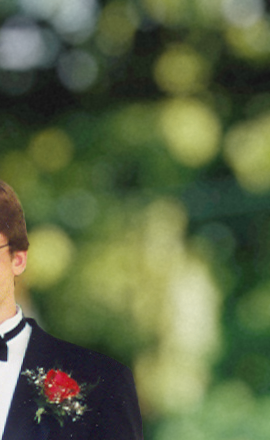
Ретушована в редакторі

6 лютого 2019, розробники системи відеотелефонії Skype представили ефект розмивання фону під час відеодзвінків в реальному часі з використанням систем штучного інтелекту. Через стрімке зростання використання різних систем телеконференційного зв'язку після початку пандемії COVID-19, виробники таких програм (Zoom та інші) також додали подібні фільтри. У жовтні 2024, розробники месенджера WhatsApp також додали подібні фільтри для розмивання та заміни фону під час відеодзвінків.